# Петре Прличко
Петре Прличко (Велес, 13. март 1907 — Скопље, 16. новембар 1995) био је југословенски и македонски глумац. Остварио је преко пет стотина улога на сцени, филму, радију и телевизији.
Добитник је многих награда и признања, међу којима су: Награда АВНОЈ-а, Републичка награда 11 октомври, Бранко Гавела, Златна Арена, Орден за заслуге (додељен од Георгија Димитрова) итд.

## Биографија
Прличко је рођен као Перица Алексић, 13. марта 1907. године у Велесу, у тадашњем Османском царству, данашњој Северној Македонији. Иако је био уписан у гимназију, није дуго времена остао у њој. Године 1923. напустио је школу и прикључио се путујућој групи Повлашћено путујуће позориште Михајла Лазића.
| „               | Једног јутра, у центру Велеса, сусрео сам необичног човека. Велики шешир скривао му је лице, лула му је вирила из уста, дуге, беле косе провиривале су му са стране, огрнут је био широком пелерином, корачао је улицом тако достојанствено и тако одлучно као да је сам Господ Бог. Био је то Михајло Лазић, који је на челу своје, тада чувене, позоришне дружине управо био стигао у мој град. Био је то мој први, дечачки сусрет са глумцима и позориштем, сусрет који је био пресудан за цео мој живот. | ” |
| — Петре Прличко | |   |

У трупи је почео као реквизитер и декоратер. Онда су услиједиле и улоге – најприје мале, а потом и праве. Охрабрен успјехом који је као комичар стекао код публике основао је своје сопствено позориште Повлашћено вардарско путујуће позориште Перице Велешанина. Долазили су им у испомоћ и чувени глумци тог доба. Жанка Стокић је играла Министарку, а Добрица Милутиновић Зулумћара. Девет година је ова трупа играла у Врњачкој Бањи из ноћи у ноћ сваке сезоне.
На многе представе Коштане Петре је доводио праву Коштану. Вољела је да види како је представљају, уживала је у глуми и пјесми. С њом је ишао и у Београд. У башти Занатског дома давали су Коштану, представили је, а она је разговарала са публиком.
Године 1931. основао је театар Боем, који је одиграо значајну улогу на националном плану. Први пут се у позоришту чула македонска ријеч.
Члан Народног позоришта у Скопљу постао је 1939. године.
Од 1944. године је у партизанском театру Кочо Рацин, који је доцније прерастао у Македонски народни театар. У том театру његов талент је бљеснуо пуним сјајем. Тако је Прличко постао најзначајнији глумац на македонској сцени. Својим задивљујућим комичним изведбама и улогама „човјека из народа“ исказао је посебан умјетнички сензибилитет.
Опробао је свој таленат и као позоришни режисер.
Са филмом Фросина (1952) имао је свој филмски деби. Једном приликом Петре је изјавио да ако мора да изабере своју најдражу улогу, онда би то свакако била Манданата, лик из филма Мис Стон, за коју је добио награду Златна арена.
Јелена Лужина је 2004. године објавила монографију о Петру Прличку.
У Македонији је 2006. године установљена награда за животно дјело Петре Прличко. Она се додјељује глумцу средње генерације и састоји се од плакете са ликом Петра Прличка и новчане награде.

## Филмографија
| Год.       | Назив                                 | Улога              |
| ---------- | ------------------------------------- | ------------------ |
| 1940.-те   |                                       |                    |
| 1949.      | Мајка Катина                          | Ловет              |
| 1950.-те   |                                       |                    |
| 1952.      | Фросина                               | Кузман             |
| 1958.      | Мис Стон                              | Мандана            |
| 1960.-те   |                                       |                    |
| 1960.      | Капетан Леши                          | Шок                |
| 1961.      | Твојот роденден                       |                    |
| 1961.      | Солунски атентатори                   | Никола Попов       |
| 1961.      | Мирно лето                            | Стрико Тале        |
| 1962.      | Степа                                 | Слиопка            |
| 1962.      | Обрачун                               | Шок                |
| 1964.      | Марш на Дрину                         | Трајко             |
| 1964.      | Народни посланик                      | Јеврем Прокић      |
| 1966.      | Кафане                                |                    |
| 1967.      | Летови који се памте                  |                    |
| 1967.      | Македонска крвава свадба              | Мојсо              |
| 1967.      | Мементо                               | Коле               |
| 1968.      | Нешто тамно и тешко                   |                    |
| 1968.      | Брат доктора Хомера                   | лекар              |
| 1968.      | Планина гнева                         | Моне               |
| 1969.      | Република у пламену                   | Дојчин             |
| 1969.      | Свекник                               |                    |
| 1969.      | Антича                                |                    |
| 1969.      | Волшебниот воз ТВ мини серија         | /                  |
| 1970.-те   |                                       |                    |
| 1970.      | Слики на дрво                         |                    |
| 1970.      | Балада за орканата                    |                    |
| 1970.      | Мртва стража                          |                    |
| 1970.      | Жорж Данден                           |                    |
| 1971.      | Жеђ                                   | Деда               |
| 1971.      | Македонски део пакла                  | Лоце               |
| 1972.      | Палтото                               |                    |
| 1973.      | Залез зад езерската земја (ТВ серија) | Григориј           |
| 1973.      | Новогодишен карусел (филм)            | Врапче             |
| 1974.      | Капетан Микула Мали                   | Дида               |
| 1974.      | Ужичка Република                      | Пекар Пера         |
| 1975.      | Волшебното самарче (серија)           | Деда               |
| 1975.      | Шути и рогати (серија)                |                    |
| 1977.      | Сослушувањето на железничарот (ТВ)    | Стариот железничар |
| 1978.      | Златни години (ТВ)                    |                    |
| 1978.      | Бели памук - црвено предиво (ТВ)      |                    |
| 1979.      | Курирот на Гоце Делчев (ТВ серија)    |                    |
| 1980.-те   |                                       |                    |
| 1980.      | Учителот                              |                    |
| 1980.      | Време, воде                           | Ламбе Футак        |
| 1981.      | Булки крај шините                     | Чичко Ставре       |
| 1981.      | Стојче                                |                    |
| 1981.      | Милион маченици (филм)                |                    |
| 1982.      | Едно лето (ТВ мини серија)            | Дедото на Владимир |
| 1982.      | Илинден (ТВ серија)                   | Кусу Лозе          |
| 1983.      | Дани Авној—а (ТВ мини серија)         |                    |
| 1984.      | Комедијанти (ТВ серија)               | Суфлерот           |
| 1985.      | Сомнително лице (филм)                | Јеротије Пантиќ    |
| 1986.      | Вечерња звона                         | Росин деда         |
| 1986.      | Седефна ружа (серија)                 |                    |
| 1987.      | Чорбаџи Теодос (ТВ)                   |                    |
| 1987.      | Трето доба (серија)                   | Војо               |
| 1987.      | Народни трибуни (серија)              |                    |
| 1987.      | Звездите на 42-та (филм)              | Дедото             |
| 1988.      | Вечерња звона (серија)                | Росин деда         |
| 1988.      | Тврдокорни (серија)                   |                    |
| 1989-1991. | Еурека (серија)                       |                    |
| 1990.-те   |                                       |                    |
| 1991.      | До, ре, ми (серија)                   | Дедо Коле          |
| 1992.      | Време, живот                          | Војо               |
| 1993.      | Бог да ги убие шпионите ТВ-филм       | Курт Сварцвасер    |